# Rhinopomastus minor
Rhinopomastus minor е вид птица от семейство Phoeniculidae.

## Разпространение
Видът е разпространен в Джибути, Етиопия, Кения, Сомалия, Судан, Танзания, Уганда и Южен Судан.